# Бомбардировки Шаами-Юрта
Бомбардировки Шаами-Юрта — эпизоды Второй чеченской войны, произошедшие 29 октября 1999 года и 2 — 4 февраля 2000 года.

## Бомбардировка колонны беженцев
29 октября 1999 года при бомбардировке колонны беженцев у чеченского села Шаами-Юрт согласно официальным данным погибли 16 и были ранены 11 мирных жителей.
22 октября 1999 г. федеральные силы запретили гражданским лицам, желающим бежать из Чечни от обстрелов и бомбардировок, пересекать границу этой республики. Через четыре дня, 26 октября 1999 г., российские государственные средства массовой информации распространили сообщение о том, что с 29 октября для выезда в Ингушетию из Чечни будет открыт «гуманитарный коридор», проходящий через контрольно-пропускной пост «Кавказ-1». Этот пост был оборудован на трассе Ростов-Баку у административной границы Чечни и Ингушетии. Тысячи людей решили воспользоваться этой возможностью, 29 октября сотни машин скопились на трассе у границы с Ингушетией. Но в тот день проезд в Ингушетию так и не был разрешен (выход людей и проезд машин из Чечни был возобновлен лишь 2 ноября 1999 г.). Сотни машин с беженцами, скопившиеся у контрольно-пропускного поста, начали разворачиваться и возвращаться по трассе Ростов-Баку назад в сторону Грозного. Однако у села Шаами-Юрт колонна была внезапно атакована с воздуха.
Вспоминает Исаева Медна Чучуевна:
«Мы все, родственники 14 человек, на машине „Рафик“ выехали из Грозного в направлении города Назрань. Приблизительно в 6 часов или в половине 7-го часа утра мы подъехали близко к блокпосту „Кавказ-1“… Уже было 11 часов, после этого один из военных вышел к толпе людей и сказал: „Коридор для беженцев сегодня открыт не будет и точной информации о том, когда он будет открыт, мы не имеем“. Машины стали разворачиваться назад, а между машинами люди шли пешком. Когда солнце выглянуло, мы увидели в небе самолеты. Они спокойно развернулись над колонной и стали бомбить машины с беженцами. Первый удар на моих глазах был нанесен по большой машине с вещами и беженцами, по рефрижератору. Следующий слышен был сзади. Водитель остановил машину, и мы стали выскакивать. Первыми выбежали мои двое детей, следом выскочила сноха. Всех троих на моих глазах отбросило взрывной волной на обочину трассы. Меня осколком отбросило назад в машину, ранило в правое предплечье. Когда я пришла в себя, я вылезла из машины и подбежала к детям, они уже были мертвы. Погибла сноха, осколок попал в сердце. Кругом лежали раненые, трупы. Пока самолеты полностью не сбросили свой груз, они несколько раз разворачивались и сбрасывали бомбы на нас, то есть на колонну беженцев протяженностью 12-14 км.»
Рассказывает Шапиева Зара Авгановна:
«29 октября в 5 часов утра мы на двух машинах выехали по трассе, ведущей в Слепцовск в Ингушетию. Людей и машин было очень много… После 10 часов объявили, что коридор открыт не будет. Машины стали разворачиваться, создалась пробка и машины разворачивались очень медленно. Около 12 часов дня неожиданно произошел какой-то удар. Когда я пришла в сознание, я увидела, что моя мама слева от меня, вся в крови, а моего отца, который сидел впереди, не было вообще, наша родственница Арпат Юсупова тоже была вся в крови. Юсупову Дашалу оторвало руку, и он уже был без сознания. Живыми и в состоянии двигаться были я и Арпат Юсупова. Мы стали вытаскивать из машины раненых, мою маму и Юсупова Дашалу. В этот момент я увидела своего отца, лежащего у обочины дороги. Мы с Арпат стащили раненых в канаву (в кювет) вдоль дороги. Слышны были разрывы бомб. Когда самолеты пролетели, я выбежала из канавы, искала помощи. Мне нужна была машина, чтобы вывести раненых. Но кругом была паника. На всей дороге, на асфальте лежали убитые и раненые, куски человеческих тел, человеческого мяса. Сзади, немного дальше, стоял разбитый автобус. Мне запомнился мертвый водитель автобуса. Руки его держали руль, а головы не было. Люди бежали от дороги прямо по полю: так много было женщин и детей на этом поле.»
Правозащитный центр «Мемориал» возложил ответственность за произошедшую 29 октября под Шаами-Юрт трагедию лично на генерала Шаманова. Однако, генерал Трошев в своей книге «Моя война. Чеченский дневник окопного генерала» писал, что, конечно, Шаманов действовал в Чечне гораздо жёстче, чем он, но его жестокость очень сильно преувеличена. Европейский суд по правам человека признал, что Россия виновна в нарушении права на жизнь заявительниц и их родственников, что не было проведено надлежащее и эффективное расследование этого обстоятельств ракетного удара. Правозащитный центр «Мемориал» подчёркивает, что трагические события 29 октября у села Шаами-Юрт не являлись исключением: «Вполне очевидно, что такие события нельзя рассматривать как трагическую случайность. Они стали следствием преступной системы планирования и осуществления „контртеррористической операции“. Этот вывод неизбежно следует из решения Страсбургского суда.»

## Бомбардировка Шаами-Юрта в феврале 2000 г
В январе — феврале в Чечне проводилась операция "Охота на волков", направленная на уничтожение чеченских боевиков, оборонявших Грозный. В ходе операции боевики вышли из Грозного в южном направлении с целью уйти в горную часть Чечни. Отступающие боевики подвергались атакам федеральных войск на всём пути своего следования. По сообщению сотрудников Правозащитного центра «Мемориал» в феврале командование федеральных сил преднамеренно в рамках разработанной военной операции, открыло ложный «коридор» для выхода чеченских вооруженных отрядов из Грозного. Этот «коридор», ведший на минные поля и к засадам, открывал при этом боевикам путь к ряду сел, в том числе и к Катыр-Юрту, объявленному перед этим федеральными властями «зоной безопасности» и Шаами-Юрту. В результате ряд сел — Алхан-Кала, Катыр-Юрт, Шаами-Юрт, Закан-Юрт — при проходе через них чеченских отрядов, и даже после ухода их из сел подверглись чрезвычайно сильным артиллерийским и ракетно-бомбовым ударам. Вследствие бомбометаний села, среди которых был и Шаами-Юрт, сильно пострадали, имелись многочисленные жертвы среди гражданского населения. В начале февраля боевики вошли в селение Шаами-Юрт.
Бомбардировки Шаами-Юрта российской авиацией начались 2 февраля и продолжались до 4-го. При этом, как утверждают местные жители, никаких предупреждений об этом не было и жителям не сообщали о существовании каких бы то ни было гуманитарных коридоров до 5 февраля. Зара Ялганова, 38 лет, оставила Шаами-Юрт 4 февраля, проведя два дня в погребе. Она сообщила, что бомбардировки начались около 5 часов вечера 2 февраля. С начала она услышала стрельбу с вертолетов, потом бомбежку начали с самолетов. Бомбежки продолжались с перерывами. Ялганова утверждает, что не было никакого предупреждения о начале бомбардировок, если не считать приближения российских танков. Она объяснила также, что староста села тщетно пытался договориться с российскими войсками.
Шамсутдин Измайлов: 

«На второй день я присутствовал при встрече между представителем российских войск и сельским старостой. Со старостой пришли старейшины. Они надеялись выпросить приостановку бомбежек. Представитель российских войск ответил: „Что с того, что одним селом будет меньше“. Делегация вернулась в село и посоветовала жителям оставить его».
По словам Помощника Президента России Сергея Ястржембского, в Шаами-Юрт проходили активные боевые действия, в ходе которых федеральные войска наносили огневое поражение бандам боевиков. По данным федерального командования, в Шаами-Юрт было блокировано до тысячи боевиков.
Во многих свидетельствах подчеркивается, что российские войска обращались к жителям через мегафон, предлагая выйти из села. Так, Шамсутдин Измаилов сообщает, что российские войска обратились к населению через мегафон, сообщив об открытии коридора к дороге Ростов-Баку. У выхода из села образовалась колонна людей. Зара Ахмедова, 46 лет, жительница Грозного, бежавшая в Шаами-Юрт: 

«На третий день мы вышли из погребов. Громкоговоритель сообщал (кажется, это был голос сельского старосты), что женщины и дети и все старше 60-ти лет должны уйти. Тогда мы ушли».
Все свидетели сходятся на том, что после предложения населению покинуть село, российские войска арестовали большинство мужчин на выходе из Шаами-Юрта. Зора Ахмедова, вернувшаяся 7 февраля из Ачхой-Мартана в Шаами-Юрт:

«Я нашла двух племянников, двух братьев и двух малышей. Мы провели ночь в доме, и они мне рассказали, что российские солдаты появились, когда они кормили теленка. Они собрали всех мужчин на окраине села и сказали, что расстреляют их. Пока одни солдаты их охраняли, другие отправились грабить село. Потом они вернулись, освободили их и сказали, что им повезло. Мои братья прятались из страха быть арестованными.»
 По данным «Независимой газеты», под видом беженцев по гуманитарному коридору пытались выйти и многие из блокированных в селе боевиков.
В конце 2000 года командующий Западной группировкой генерал Владимир Шаманов утверждал, что военную операцию в Шаами-Юрте пришлось проводить, потому что боевики превратили ряд населенных пунктов, в числе которых был Шаами-Юрт, в опорные пункты: 

«В итоге получилось, что в период наступления на Грозный в Западной группировке боевых столкновений можно было по пальцам пересчитать. В пределах Горагорска, на Терском хребте. Это раз. Катыр-Юрт. Два. Шаами-Юрт и Алхан-Юрт. Четыре боевых столкновений в селах, которые боевики превратили в опорные пункты. Во всех остальных населенных пунктах местное население само не позволило бандитам размещаться на своей территории.»
По мнению правозащитного центра «Мемориал» «по-видимому, село Шаами-Юрт после занятия российскими войсками, стало местом грабежей, произвольных арестов и массовых расстрелов.» Зура Хасублатова, оставившая Шаами-Юрт 5 февраля, рассказывает, что российские войска пристреливали раненых. Она в этот день видела около 20 могил, вырытых жителями, чтобы похоронить своих близких. Её раненый брат был уведен российскими, куда — она не знает. Шамсутдин Измайлов сообщил, что покинул Шаами-Юрт из-за бомбежек. Вначале он со своей семьей прятался в погребе. Российские войска окружили село, и он слышал гул самолетов и вертолетов. На второй день он увидел много трупов в мечети, куда принесли их близкие, не способные похоронить их сами. На третий день его дом был частично разрушен снарядом. Он вышел из погреба со своей семьей и насчитал много воронок на дворе и поблизости.
В марте 2000 года северокавказский корреспондент «Радио Свобода» Олег Кусов вспоминал, в том числе и о селе Шаами-Юрт, следующее: 

«Я не помню, чтобы в прошлую войну стирали с лица земли целые селения. А в эту войну такое происходило с селениями Шаами-Юрт, Катыр-Юрт, Гехи-Чу, Шатой…»

## В литературе
В романе Дмитрия Черкасова «Невидимки» ваххабиты прорываются через село Шаами-Юрт:

«3 февраля банда Абу-Дарра была блокирована российскими войсками в селении Шаами-Юрт. Тогда из кольца удалось ускользнуть немногим, но „храбрый араб“ бежал быстрее многих своих подчиненных и потому остался в живых.»
На сайте «Кавказ-Центр» говорилось о реально существующем Абу-Дарре воевавшем в селении Шаами-Юрт.